# 2658 Gingerich
A 2658 Gingerich (ideiglenes jelöléssel 1980 CK) a Naprendszer kisbolygóövében található aszteroida. Harvard Obszervatórium fedezte fel 1980. február 13-án.